# Hugo Laporte
Hugo Laporte, né le 24 mars 1991 à Québec, est un baryton québécois.

## Biographie
Hugo Laporte commence ses études de musique à l’âge de 6 ans avec la découverte du violon, instrument dont la sonorité lui plaît. Il pratique durant quelques années avant de s’intéresser à un autre instrument : la trompette. En secondaire 5, il découvre le chant par l’intermédiaire de la professeure Ève-Amélie Dufour qui remarque le timbre et la justesse de sa voix. C’est une révélation pour Hugo qui débute des études de chant au Cégep de Sainte-Foy: «Je n'avais jamais pensé qu'il était possible de faire sortir de la musique de soi de cette façon». Il s’oriente ensuite en musicologie à la faculté de musique de l’Université Laval, n’étant pas certain de vouloir se consacrer à une carrière de chanteur. Encouragé par son entourage à cultiver son talent, il décide par la suite d’entamer des études en interprétation classique dans la classe de chant de Patricia Fournier à l’Université Laval. Il y obtient un baccalauréat et une maîtrise avec mention au tableau d’honneur,.
Il suit également des cours de perfectionnement auprès de plusieurs professeurs tels que Ghinka Radilova, Antonio Carangelo, Benita Valente ou encore Jean-François Lapointe.

## Carrière
En mai 2015, Hugo Laporte est un geôlier dans Tosca de Puccini à l’Opéra de Québec.
L’année 2016 marque ses débuts dans plusieurs rôles. En février, Hugo Laporte interprète pour la première fois Figaro dans le Barbier de Séville de Rossini, à Saguenay. En mai, il incarne Schaunard dans La Bohème de Puccini à l’Opéra de Québec. En septembre, il joue Le Dancaïre et Moralès dans Carmen de Bizet, au Theater Regensburg à Ratisbonne. En novembre, il est le comte Ceprano dans Rigoletto de Verdi au Teatro Comunale di Bologna, à Bologne.
En février 2017, il interprète pour la première fois le rôle d’Escamillo dans Carmen de Bizet, à Saguenay.
En 2018, il reprend le rôle de Schaunard dans La Bohème de Puccini à l’Opéra de Massy. Il débute ensuite dans le rôle de Mercutio, dans Roméo et Juliette de Gounod, à l’Opéra de Montréal en mai 2018. En octobre 2018, il interprète Albert dans Werther de Massenet à l’Opéra de Québec.
En 2019, il tient le rôle de Jésus dans Rabbi de Gasnier au Festival Opéra de Saint-Eustache.
En janvier 2020, il tient le rôle du célèbre fantôme dans la production du Fantôme de l’Opéra d’Andrew Llyod Webber à Montréal. Hugo Laporte chante son premier oratorio en décembre 2020 dans Le Messie de Händel avec l’Orchestre Classique de Montréal.
En mai 2021, il devait ajouter un nouveau rôle à son répertoire avec le Comte Almaviva dans Les Noces de Figaro de Mozart, à l’Opéra de Montréal. La production a été reportée en septembre 2023 en raison de la pandémie de COVID19. Peu de temps après, il retrouve le rôle de Figaro dans le Barbier de Séville au sein d’une production de l’Opéra de Québec. En octobre 2021, toujours à l’Opéra de Québec, il interprète le rôle de Belcore dans l’Elixir d’amour de Donizetti.
En octobre 2022, il est le Docteur Malatesta dans Don Pasquale de Donizetti, à l’Opéra de Québec. Il joue ensuite le rôle de Raimbaud dans Le comte Orly de Rossini à la Cathédrale de la Sainte-Trinité de Québec.
L'année 2023 fut particulière pour Hugo Laporte et fut presque entièrement consacrée à la prise de rôle. Début 2023, il est à nouveau Escamillo dans Carmen à Montréal avant de faire ses débuts à la Scala de Milan en jouant Hermann et Schlémil dans Les contes d’Hoffmann de Offenbach. Il interprète pour la première fois le rôle de Marcello dans La Bohème de Puccini avec l’Orchestre symphonique de Trois-Rivières, avant d’être Sharpless dans une production de Madame Butterfly de Puccini à l’Opéra de Montréal. En mai 2023, il joue Gwynplaine dans L’Homme qui rit d’Airat Ichmouratov lors de sa création au Festival Classica de Montréal. Cette même année, il reprend le rôle du comte Almaviva à l’Opéra de Montréal. En octobre 2023, il incarne pour la première fois Lord Enrico Ashton dans une production de Lucie de Lammermoor à l’Opéra de Québec.
En février 2024, il reprend le rôle d’Escamillo dans Carmen de Bizet avec l’Orchestre Philharmonique et le Chœur des Mélomanes à Montréal. En juin 2024, il incarne pour la première fois le rôle de Johnny Rockfort dans une version opéra de la comédie musicale Starmania à Longueuil.

## Distinctions

### Prix
- 2014: Grand Prix au Concours de l'Orchestre symphonique de Montréal
- 2014: Premier prix au Concours de musique du Canada
- 2014: Lauréat Le Soleil/ Radio-Canada
- 2015: Troisième Prix mélodie au Concours international de chant de Marmande
- 2015: Prix Jeune espoir lyrique canadien, Jeunes Ambassadeurs Lyriques
- 2017: Prix de la mélodie et du Lied, ainsi que le troisième prix au Prix d'Europe
- 2019: Prix Teatro alla Scala, Concours de chant Belvédère en Autriche[6]

### Bourses
- 2017: Bourse Centre français de promotion lyrique
- 2022: Bourse du CMIM aux finalistes non-classés

## Discographie
- 2022: Massenet[7] : Intégrale des mélodies pour voix et piano
- 2022: Massenet[8]: Un adieu